# Annika Urbanski
Annika Urbanski (* 15. Oktober 1994 in Hamburg) ist eine deutsche Politikerin (SPD) und seit 2025 Mitglied der Hamburgischen Bürgerschaft.

## Leben
Urbanski wurde am 15. Oktober 1994 in Hamburg geboren. Sie absolvierte ihr Abitur am Albrecht-Thaer-Gymnasium in Hamburg-Stellingen. Im Anschluss studierte sie Kommunikationsdesign, was sie mit einem Bachelor of Arts abschloss. Seither arbeitet sie in der Öffentlichkeitsarbeit der Pressestelle der Feuerwehr Hamburg.
Urbanski engagiert sich seit 2011 in der SPD. Von 2015 bis 2016 war sie Vorsitzende der Jusos Eimsbüttel und im Anschluss bis 2023 Vorsitzende des SPD-Ortsverbandes Stellingen. Von 2019 bis 2022 war sie außerdem Mitglied der Bezirksversammlung Eimsbüttel.
Bei der Bürgerschaftswahl 2025 zog Urbanski über Platz 32 der Landesliste in die Hamburgische Bürgerschaft ein. Seit ihrem Einzug in die Hamburgische Bürgerschaft ist sie Mitglied im Ausschuss für Gleichstellung und Antidiskriminierung, im Ausschuss für Umwelt, Klima und Energie sowie im Innen- und Verkehrsausschuss.